# 名誉所長
名誉所長（めいよしょちょう）は、栄誉職または称号。国の栄誉称号または民間における名誉称号の一種。類似称号として名誉総長と名誉センター長がある（名誉センター長については本項で解説）。
- 国の研究所や国立医療機関において研究所長などの職務にあり、顕著な功績のある者に授与される称号。
- 研究所、センターなどと称する機関・組織において定める称号又は栄誉職。名誉センター長とも。
- 都道府県ないし市町村などの条例により、公立の病院において院長としての任務における功績が著しい者に対して授与される称号。

## 名誉所長

### 内閣府経済社会総合研究所の名誉所長
内閣府経済社会総合研究所における役職の一つ。2013年（平成25年）には清家篤がその任に就いている。

#### 国立医療機関の名誉所長
国立の医療機関では、昭和39年（1964年）に厚生省令として制定された国立高度専門医療センター名誉総長等の称号の授与に関する省令に基づき、厚生大臣に国立高度専門医療センターに総長、病院長又は研究所長として、国立ハンセン病療養所に所長として多年勤務した者のうち、国立高度専門医療センター又は国立ハンセン病療養所の運営について功績のあったものに対して名誉総長或いは名誉院長、名誉所長の称号を贈ることができるとしている。今日では、厚生省の厚生労働省への移行に伴い、随時改正され、平成16年3月31日厚生労働省令第77号として厚生労働大臣により授与されることとなっている。

### 都道府県における名誉所長
岐阜県では県の所管する施設で勤務し功績ある者に対し名誉所長の称号を贈る例がある。

### 市町村における名誉所長
市町村では山梨県南アルプス市高度農業情報センターでは名誉所長の職が置くことができるとしている。

### 大学における名誉所長
国内外を問わず大学においては、学内に設置する研究所・センターなどにおいて名誉職としての所長として名誉所長を置くことがある。

## 名誉センター長

### 都道府県における名誉センター長
千葉県では、千葉県救急医療センター、千葉県がんセンター、千葉県精神科医療センターにおいて、功労顕著なセンター長経験者に対して名誉センター長の称号を授与している。
この他、2005年日本国際博覧会（愛・地球博）広報プロデュ―サーを務めたマリ・クリスティーヌは翌2006年、愛知県から万博で瀬戸愛知県館として利用された施設に整備されたあいち海上の森センターの名誉センター長に任命された例がある。

### 市町村における名誉センター長
その他、名古屋市総合リハビリテーションセンターなどに名誉センター長が置かれている。